# Eberardo Villalobos
Eberardo Villalobos Schad (1 d'abril de 1908 - 26 de juny de 1964) fou un futbolista xilè.

## Selecció de Xile
Va formar part de l'equip xilè a la Copa del Món de 1930.